# Raymond Domenech
Raymond Manuel Albert Domenech [ʁɛmɔ̃ dɔmɛnɛk] (* 24. Januar 1952 in Lyon) ist ein ehemaliger französischer Fußballspieler. Er war von 2004 bis 2010 Nationaltrainer der französischen Nationalmannschaft, mit der er 2006 Vizeweltmeister wurde. Domenech ist katalanischer Abstammung; sein Vater emigrierte zur Zeit des Franquismus aus Spanien.

## Spielerkarriere

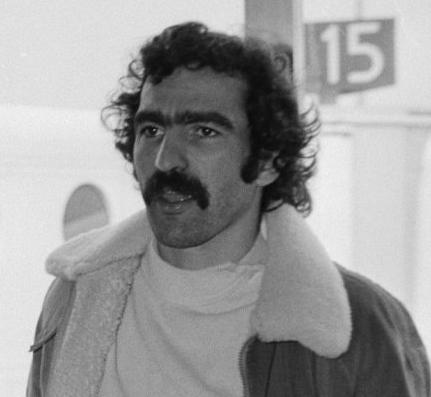
Raymond Domenech, 1980

### Verein
Sein erstes Ligaspiel bestritt der eisenharte Außenverteidiger Domenech mit 18 Jahren für Olympique Lyon in Nizza (2:0). Mit Lyon wurde er 1973 französischer Pokalsieger. Von 1977 bis 1981 stand er bei Racing Strasbourg unter Vertrag und gewann 1979 den französischen Meistertitel. Danach spielte er noch ein Jahr bei Paris Saint-Germain und von 1982 bis 1984 bei Girondins Bordeaux, wo er 1984 erneut den französischen Pokal gewinnen konnte. Bis 1985 war er Spielertrainer und danach Chefcoach beim FC Mulhouse. 
Mit insgesamt 432 Erstligaeinsätzen gehört er zwar nicht zum „500er-Klub“, war aber dennoch über anderthalb Jahrzehnte eine prägende Figur im französischen Fußball und sollte dies auch später als Trainer sein, insbesondere als Trainer der A-Nationalmannschaft.

### Nationalmannschaft
International lief er achtmal für Frankreichs A-Nationalmannschaft zwischen 1973 und 1979 auf. Er gehörte jedoch nicht zum Kader für die Fußballweltmeisterschaft 1978.

## Trainerkarriere
Zu Beginn seiner Trainerkarriere arbeitete er als Chefcoach des FC Mulhouse zwischen 1984 und 1988. Ab 1989 war er Trainer von Olympique Lyon, bevor er 1993 zur Direction Technique Nationale (DTN), dem Trainerstab der französischen Fußballnationalmannschaft, wechselte. In dieser Zeit trainierte er die U20- und U21-Nationalmannschaft von Frankreich, jedoch ohne einen Titel in der jeweiligen Altersklasse zu holen. Dort arbeitete er gut zehn Jahre im Hintergrund.
Am 12. Juli 2004 trat er nach der Europameisterschaft die Nachfolge von Nationaltrainer Jacques Santini an. In der Folgezeit hatte die Mannschaft selbst gegen kleine Fußballnationen im eigenen Stade de France größere Probleme bei der Qualifikation zur Fußball-Weltmeisterschaft 2006. Bei der Weltmeisterschaftsendrunde in Deutschland erreichte die Mannschaft nach anfangs schwachen Leistungen dennoch das Finale.
Raymond Domenech legt Wert auf taktische Disziplin, die er in der Region Grand Est bei Racing Straßburg lernte. Seine Bilanz mit der Nationalmannschaft nach 79 Spielen ist positiv; gleichwohl stand der Sélectionneur vor allem wegen seiner taktischen Entscheidungen (Bevorzugung des 4-2-3-1-Systems) und dem vermeintlich zu langen Festhalten an „altgedienten“ Spielern immer wieder im Kreuzfeuer öffentlicher Kritik. Dabei hat es unter seiner Ägide zahlreiche Debütanten in der A-Elf gegeben.
Bei der Fußball-Europameisterschaft 2008 in Österreich und der Schweiz schieden die Franzosen unter Domenech in der Gruppenphase als Gruppenletzte aus. Dennoch wurde am 3. Juli 2008 bekannt gegeben, dass Domenech weiter im Amt bleibt und die Équipe tricolore zur Fußball-Weltmeisterschaft 2010 führen soll. Dies gelang ihm nach einem Umweg über die Relegationsphase. Bei der WM 2010 schied die französische Nationalmannschaft ebenfalls als Gruppenletzter in der Vorrunde aus (siehe auch Fiasko von Knysna). Sein Vertrag als Sélectionneur lief Ende Juni 2010 aus; allerdings war er auch weiterhin Mitglied der einflussreichen Direction Technique Nationale (DTN) bei der FFF. Diese gut dotierte, unbefristete Stelle wurde ihm Anfang September 2010 gekündigt, begründet insbesondere mit „seinem Verhalten bei der WM … wie dem verweigerten Handschlag mit Carlos Alberto Parreira und dem Umgang mit der ‚Angelegenheit Anelka‘“. In weiterer Folge musste ihm der französische Fußballverband aufgrund dieser fristlosen Kündigung eine Entschädigung von rund einer Million Euro zahlen; er selbst hatte 2,9 Millionen Euro gefordert.
Im November 2010 sagte Domenech zu, vorübergehend die E-Jugend (U11) des französischen Amateurvereins Athletic Club de Boulogne-Billancourt zu trainieren. Kurz zuvor hatte er erst angegeben, zwischen 5.600 und 5.900 Euro Arbeitslosengeld zu beziehen. Die 150.000 Euro Prämie, die er bei der Weltmeisterschaft bekam, spendete er zur vollen Summe an zwei Amateurklubs, davon allein 70.000 Euro an den Athletic Club de Boulogne-Billancourt, sowie an eine Wohltätigkeitsorganisation. Nachdem er ehrenamtlich noch immer als Nachwuchstrainer aktiv gewesen war, war er im Sommer 2011 als eventueller Nachfolger von Abdelhak Benchikha als Trainer der Algerischen Fußballnationalmannschaft im Gespräch, was jedoch mit der kurz darauf getätigten Verpflichtung von Vahid Halilhodžić ad acta gelegt wurde. Nebenbei machte er in dieser Zeit Werbung für Betreiber von Sportwetten und Online-Spielen.
Im September 2013 ist er auf Vorschlag der Trainergewerkschaft UNECATEF zum Mitglied des Verwaltungsrates des französischen Profiligaverbands LFP bestellt worden. Nach vier Jahren ohne wirklichen Trainerjob übernahm er 2014 die Verantwortung für die Nationalmannschaft des Niger, hatte dieses Amt jedoch nur kurzzeitig inne. Im April 2016 wurde er als Trainer der Bretonischen Fußballauswahl vorgestellt. Kurz zuvor war er erneut als eventueller Trainer der Algerischen Nationalelf im Gespräch.
Im Dezember 2020 wurde Domenech Trainer des FC Nantes. Dies ist sein erster Posten als Vereinstrainer seit dem Jahr 1993. Nach sieben Spielen in Folge ohne Sieg wurde er Mitte Februar 2021 wieder entlassen.
Neben seiner Arbeit als Trainer wurde Domenech 2016 als Fußballexperte beim von der Sportzeitung L’Équipe betriebenen Fernsehsender desselben Namens tätig.

## Erfolge

### Erfolge als Spieler
- Französischer Fußballpokal mit Olympique Lyon: 1973
- Französischer Meister mit Racing Straßburg: 1979
- Französischer Fußballpokal mit Girondins Bordeaux: 1984

### Erfolge als Trainer
- Vizeweltmeister mit Frankreich: 2006